# فلگ‌استاف ۲۱۱۸
سیارک ۲۱۱۸ (به انگلیسی: 2118 Flagstaff، نامگذاری:1978PB) دو هزار و صد و هجدهمین سیارک کشف شده‌است که در ۵ اوت ۱۹۷۸ کشف شد.
قدر مطلق سیارک برابر ۱۲٫۰۰ است.